# Lacougotte-Cadoul
Lacougotte-Cadoul é uma comuna francesa na região administrativa da Occitânia, no departamento de Tarn. Estende-se por uma área de 8.81 km², e possui 175 habitantes, segundo o censo de 2018, com uma densidade de 20 hab/km².